# Charles Tabourin
Pour les articles homonymes, voir Tabourin.
Charles Tabourin, né le 4 décembre 1677 à Doulevant-le-Château et mort le 8 janvier 1762 à Paris, est un prêtre français, fondateur d'écoles gratuites.

## Biographie
Charles Tabourin, originaire de Doulevant-le-Château, aux confins de la Champagne et de la Lorraine, vint à Paris poursuivre ses études au collège Sainte-Barbe. Il y fut maître des humanités puis supérieur des philosophes. Ordonné prêtre en 1707, son engagement janséniste lui valut l'exil en 1721 à Luçon, Condom puis au Mont Saint-Michel. Il put rentrer à Paris en 1733 et se consacrer aux écoles qu'il avait créées.

## Les « frères tabourins »
Deux donations sont à l'origine des fondations d'écoles de Charles Tabourin. L'une fut faite par un prêtre dont l'histoire n'a pas conservé le nom et l'autre par le prêtre Etienne Gaillard. Elles avaient pour but la fondation et l'entretien d'écoles à Paris. Chargé de l'exécution du projet, Charles Tabourin fonda une première communauté d'instituteurs en 1711, sur la paroisse Saint-Étienne-du-Mont, avant d'installer, en 1713, plusieurs enseignants au faubourg Saint-Antoine. Le faubourg venait d'être érigé en paroisse – la paroisse Sainte-Marguerite – et l'initiative de Tabourin bénéficia du soutien du curé Jean-Baptiste Goy. 
Tabourin fonda non seulement des écoles de charité, c'est-à-dire des écoles gratuites destinées aux enfants pauvres, mais aussi des communautés d'instituteurs qui tenaient tant du monastère que de l'école normale. 
Marqués par le jansénisme, ces frères vivaient ensemble tout en demeurant des laïcs, à l'image de la communauté des sœurs de Sainte-Marthe, leur équivalent féminin. Outre les implantations de Saint-Étienne-du-Mont et du faubourg Saint-Antoine, ceux qui furent surnommés les « frères tabourins » essaimèrent en province où plusieurs enseignants furent dépêchés et où une communauté fut fondée à Auxerre.
Temporairement supprimées à la Révolution, les écoles des frères tabourins furent refondées en 1803 par les responsables de la « Boîte à Perrette », la caisse d'entraide des jansénistes. Cette seconde expérience dura jusqu'en 1887.